# Sézanne
Sézanne je francouzská obec v departementu Marne v regionu Grand Est. Žije zde přibližně 4 700 obyvatel. Je cenrem kantonu Sézanne-Brie et Champagne.

## Geografie

### Sousední obce
| Růžice kompasu |              | Lachy   | Broyes                         | Růžice kompasu |
| Růžice kompasu | Mœurs-Verdey | Sever   | Péas                           | Růžice kompasu |
| Růžice kompasu | Mœurs-Verdey | Sézanne | Péas                           | Růžice kompasu |
| Růžice kompasu | Mœurs-Verdey | Jih     | Péas                           | Růžice kompasu |
| Růžice kompasu |              | Vindey  | Saint-Remy-sous-Broyes Chichey | Růžice kompasu |